# Miltochrista hachijoensis
Miltochrista hachijoensis är en fjärilsart som beskrevs av Inoue och Maenami 1963. Miltochrista hachijoensis ingår i släktet Miltochrista och familjen björnspinnare. Inga underarter finns listade i Catalogue of Life.